# Trương Tế
Trương Tế (phiên âm: Zhang ji, chữ Hán: 張濟;?-196) là tướng nhà Đông Hán trong lịch sử Trung Quốc. Ông tham gia cuộc chiến quân phiệt đầu thời Tam Quốc.

## Dưới quyền Đổng Trác
Trương Tế là người Lương châu. Ông gia nhập quân đội dưới quyền Đổng Trác và trở thành một bộ tướng của Đổng Trác. Ông cùng Lý Thôi và Quách Dĩ dưới quyền cánh quân do con rể Đổng Trác là Ngưu Phụ cầm đầu.
Năm 189, Trương Tế theo Đổng Trác mang quân vào kinh đô Lạc Dương theo sự mời gọi của ngoại thích Hà Tiến. Đổng Trác nắm quyền điều hành triều chính. Năm 190, các chư hầu do Viên Thiệu đứng đầu nổi lên chống lại Đổng Trác. Đổng Trác không chống nổi, mang vua Hán Hiến Đế chạy về Trường An. Trước sự truy kích của Tôn Kiên, Đổng Trác cử Ngưu Phụ giữ An Ấp làm thế ỷ dốc cho Đoàn Ổi ở Hoa Âm. Sau đó Trương Tế theo Ngưu Phụ ra đóng quân ở Thiểm châu theo lệnh Đổng Trác. Đây là cánh quân mạnh nhất trong các cánh quân dưới quyền họ Đổng.

## Tiến đánh Trường An
Các cánh quân chư hầu chống Đổng Trác giải tán và quay sang đánh lẫn nhau. Năm 192, Đổng Trác bị Vương Doãn và Lã Bố giết chết.
Để báo thù cho Đổng Trác, Ngưu Phụ sai Trương Tế cùng Lý Thôi và Quách Dĩ mang quân sát hại vài trăm người Tinh châu - đồng hương với Vương Doãn và Lã Bố - ở trong vùng đất mình cai quản; sau đó mang quân chém giết dân thường ở Trung Mâu, Dĩnh Xuyên, Trần Lưu.
Vương Doãn sai Lã Bố đi đánh dẹp Ngưu Phụ nhưng Lã Bố thua trận chạy về Trường An. Ngưu Phụ thắng trận nhưng bị thủ hạ là Hồ Xích Nhi giết chết, mang đầu đến Trường An nộp cho Vương Doãn.
Lúc đó Trương Tế cùng Lý, Quách và không còn chủ tướng, vô cùng lo sợ, bèn dâng biểu về Trường An xin đầu hàng, cầu khẩn Vương Doãn tha tội theo Đổng Trác. Vương Doãn không đồng ý xá tội cho 3 tướng.
Trương Tế, Lý Thôi, Quách Dĩ bèn định giải thể quân ngũ và trốn về Lương châu. Nhưng mưu sĩ Giả Hủ khuyên nên tập hợp lực lượng đánh vào Trường An để báo thù cho Đổng Trác, nắm thiên tử ra lệnh cho thiên hạ; nếu việc không thành mới phải bỏ trốn. Ba tướng nghe theo, bèn cất quân Lương châu nổi dậy báo thù.
Vương Doãn sai tướng cũ của Đổng Trác là Từ Vinh mang quân ra địch. Quân Lương châu nghe tin không được triều đình tha tội, liều chết xung trận, giết chết Từ Vinh. Vương Doãn phái tiếp một tướng khác của Đổng Trác là Hồ Chẩn ra trận đánh Lý Thôi. Hồ Chẩn bèn mang quân đầu hàng Lý Thôi quay về đánh kinh thành. Ít lâu sau, quân Trương Tế được một bộ tướng của Đổng Trác là Phàn Trù tập hợp, dần dần được hơn 10 vạn, rầm rộ tấn công Trường An.
Quân Lương châu bao vây Trường An, Lã Bố chống cự không giữ nổi. Quân Lương châu tràn vào thành. Lã Bố phải thành bỏ chạy, Vương Doãn bị giết chết cùng mấy chục gia quyến.

## Trong chiến loạn
Lý Thôi, Quách Dĩ và Phàn Trù vào triều thay Đổng Trác nắm vua Hiến Đế điều hành triều chính. Cả ba người cùng nhau lập phủ trong kinh thành, cùng nhau đoạt quyền điều hành triều chính, các quan Tam công lão thần bị vô hiệu hóa. Ba tướng chia kinh thành Trường An làm 3 khu vực phòng thủ, tự mình đóng quân.
Trương Tế thế lực nhỏ yếu hơn 3 tướng kia, nhận chức Trấn đông tướng quân, mang quân ra đóng ở Thiểm huyện, ngoài kinh thành. Ông không tham gia vào việc tranh chấp quyền lực trong chính quyền trung ương.
Năm 194, Lý Thôi giết chết Phàn Trù vì Trù tư thông với tướng vùng biên cương vào đánh Trường An là Hàn Toại. Trong triều còn lại Lý Thôi và Quách Dĩ. Không lâu sau cả Lý Thôi và Quách Dĩ cùng muốn một mình làm chủ triều đình nên trở mặt đánh nhau. Kinh thành Trường An đổ nát vì binh hỏa, hàng vạn người bị chết, nhiều người phải bỏ kinh thành đi.
Trong khi Lý Thôi giữ Hán Hiến Đế và Phục hoàng hậu trong doanh trại thì Quách Dĩ bắt giữ hơn 10 đại thần làm con tin. Để lấy lòng Lý Thôi và Quách Dĩ, Hiến Đế phong cho Lý Thôi làm Đại tư mã, Quách Dĩ làm Xa kỵ tướng quân. Trương Tế được phong làm Phiêu kỵ tướng quân. Nhưng Lý Thôi và Quách Dĩ nhận chức xong vẫn không chịu bãi binh.
Trương Tế nghe tin hai tướng giao tranh bèn dẫn quân về kinh thành giảng hòa hai người và khuyên Lý, Quách hãy để Hiến Đế rời Quan Trung về quận Hoằng Nông nơi mình đóng quân. Hiến Đế cũng sai người đi xin Lý Thôi nhiều lần, cuối cùng Lý Thôi đồng ý. Do sự dàn xếp của Trương Tế, Lý Thôi bằng lòng giảng hòa với Quách Dĩ, hai người đổi con gái cho nhau làm con tin.
Tháng 7 năm 195, Hán Hiến Đế cùng công khanh từ doanh Bắc Ổ của Lý Thôi (ngoài thành Trường An) lên đường. Trương Tế mang quân trở về Thiểm huyện.
Tháng 8 năm đó, Hiến Đế đến Tân Phong. Quách Dĩ hối hận muốn cướp lại Hiến Đế, bèn mang quân đuổi theo. Dương Phụng và Dương Định cùng ra đón đánh, đánh bại quân Quách Dĩ. Quách Dĩ thua chạy về Trường An, sai người hòa giải với Lý Thôi và hẹn với Trương Tế cùng liên minh đánh Dương Phụng và Dương Định để cướp lại Hiến Đế, khống chế chư hầu như trước.
Lý Thôi bằng lòng giảng hòa với Quách Dĩ, cùng Trương Tế lại mang quân đuổi đánh Hán Hiến Đế. Ba tướng đuổi tới khe Tào Dương cách Thiểm châu 60 dặm thì đuổi kịp, đánh bại Dương Phụng. Dương Phụng và Đổng Thừa một mặt giảng hòa với Lý Thôi, Trương Tế, mặt khác ngầm gọi thủ lĩnh quân Bạch Ba là Hàn Tiêm, Lý Nhạc và thủ lĩnh Hung Nô là Khứ Ty lại giúp. Trong trận tái chiến, Lý, Quách và Trương bị đánh bại, phải rút về phía tây.

## Tử trận
Năm 196, Trương Tế hết lương nuôi quân, phải đi kiếm lương. Thấy vùng Kinh châu phía nam do Lưu Biểu trấn giữ được yên ổn, giàu mạnh liền trong mấy năm, Trương Tế cùng cháu là Trương Tú tiến về phía nam.
Trương Tế tiến quân đến Tương Thành thuộc quận Nam Dương. Quân Kinh châu ra cự lại. Hai bên giao tranh, Trương Tế bị trúng một mũi tên lạc và tử trận. Không rõ khi đó ông bao nhiêu tuổi.
Cháu ông là Trương Tú lên lãnh quyền chỉ huy quân đội do ông để lại, tiếp tục tham gia cuộc chiến quân phiệt.

## Trong Tam Quốc diễn nghĩa
Là nhân vật phụ trong tiểu thuyết Tam Quốc diễn nghĩa của La Quán Trung, Trương Tế không được tập trung mô tả thành một hình tượng. Vai trò của ông khá mờ nhạt trong tác phẩm. Ông xuất hiện từ hồi 5 đóng vai trò là bộ tướng của Đổng Trác tham chiến chống chư hầu.
Cái chết của Trương Tế cũng chỉ được biết tới qua lời tâu báo của thuộc hạ cho Tào Tháo biết tình hình.